# Hopes Die Last
Hopes Die Last – włoski zespół grający screamo, emo i post hardcore. Zespół powstał 7 sierpnia 2005 r. Grupa zarejestrowała piosenkę "Call Me Sick Boy" [inaczej też zwaną "Last Kiss"], a ich album pod tytułem Your Face Down Now ukazał się w 2007 roku. Najnowsza płyta Six Years Home ukazała się w roku 2009.

## Skład zespołu
- Daniele - scream/ wokal
- Jacopo - gitara
- Marco - gitara
- Becko - gitara basowa, wokal
- Ivan - perkusja

Byli członkowie zespołu
- Nick (dzisiaj Razihel) - wokal (odszedł z zespołu w lipcu 2008 roku)

## Dyskografia
- "Your Face Down Now" (2007)
- "Aim For Tomorrow" (2005)
- "Six Years Home" (2009)
- "Wolfpack" (2013)